# Din sol går bort, men du blir när
Din sol går bort, men du blir när är en psalm, skriven 1814 av Frans Michael Franzén. Musiken är en folkmelodi enligt Leksandstradition.
|  |
|  |

## Publicerad i
- 1819 års psalmbok som nr 436 under rubriken "Med avseende på särskilda personer, tider och omständigheter: Morgon och afton: Aftonpsalmer".
- 1937 års psalmbok som nr 436 under rubriken "Afton".
- 1986 års psalmbok som nr 506 under rubriken "Kväll".